# Knippel (træværktøj)
|  | Denne artikel handler om et træværktøj. Politistave kaldes også knipler |
En knippel er blandt snedkere, tømrer, skibsbyggere, bødkere og andre håndværkere i træbranchen. Almindeligvis en afdrejet (bøgetræs)klods med et kort skaft, der anvendes til at drive på stemmejern o. lign. med træhæfte.
Knipler findes i forskellig størrelse og vægt. De bruges ikke mindst af billedskærere og snedkere, samt i nogen grad af tømrere, der dog ofte bruger benævnelsen "klaphammer".
I visse sammenhænge bruges ordet kølle der oprindeligt er et våben. Den er i sin grundform en "svær, mod enden tykkere ... stang" siger ODS; og bogen angiver endvidere eksempler: tøjrekølle, stridskølle m.fl. Ordet bruges dog lejlighedsvis om klaphammer, knippel, eller mukkert, samt om klædekølle og sætkølle.
Billedskærere bruger undertiden små tunge knipler af hårdt træ, af messing eller bly. Deres knipler er ofte hjemmelavede (mange billedskærere har en drejebænk på værkstedet), og kan være lavet ud i ét stykke i fx pukkenholt, hvor det normale er, at hoved og skaft er fremstillet separat og fæstet med en kile, som det er almindeligt for hamre.

## Ekstern Henvisning
- http://www.baskholm.dk/haandbog/haandbog.html Arkiveret 16. september 2008 hos  Wayback Machine
- Ordbog over det danske sprog